# Yokoi Tokiyoshi

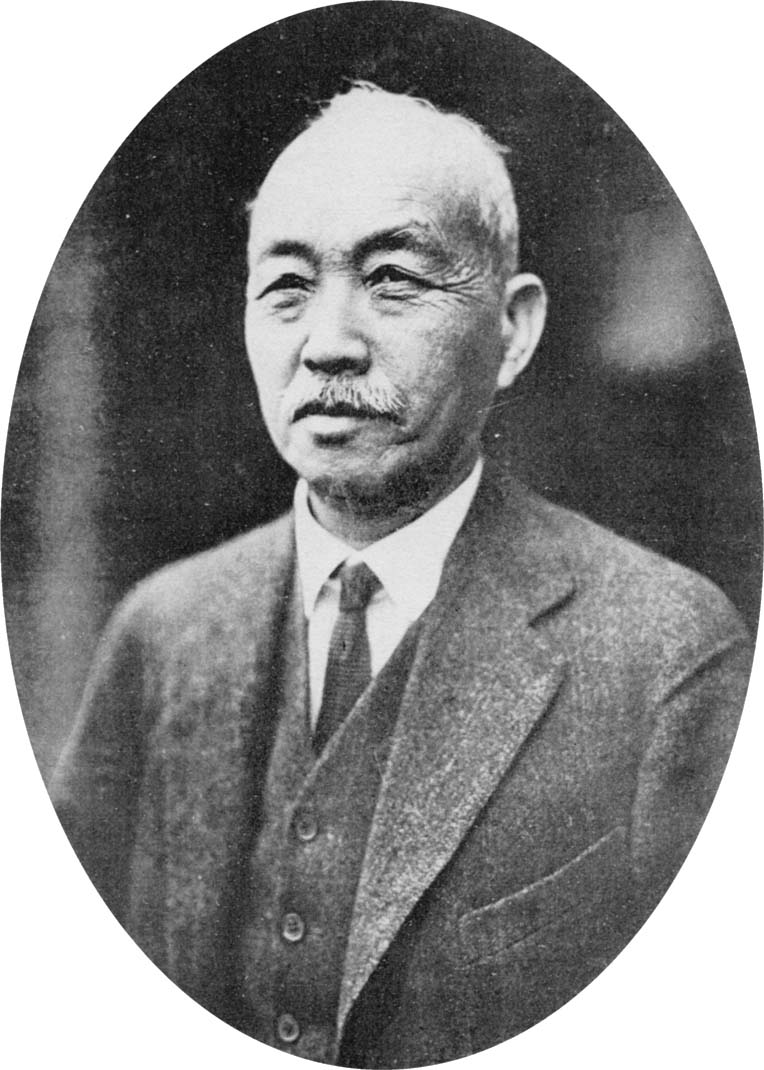
Yokoi Tokiyoshi

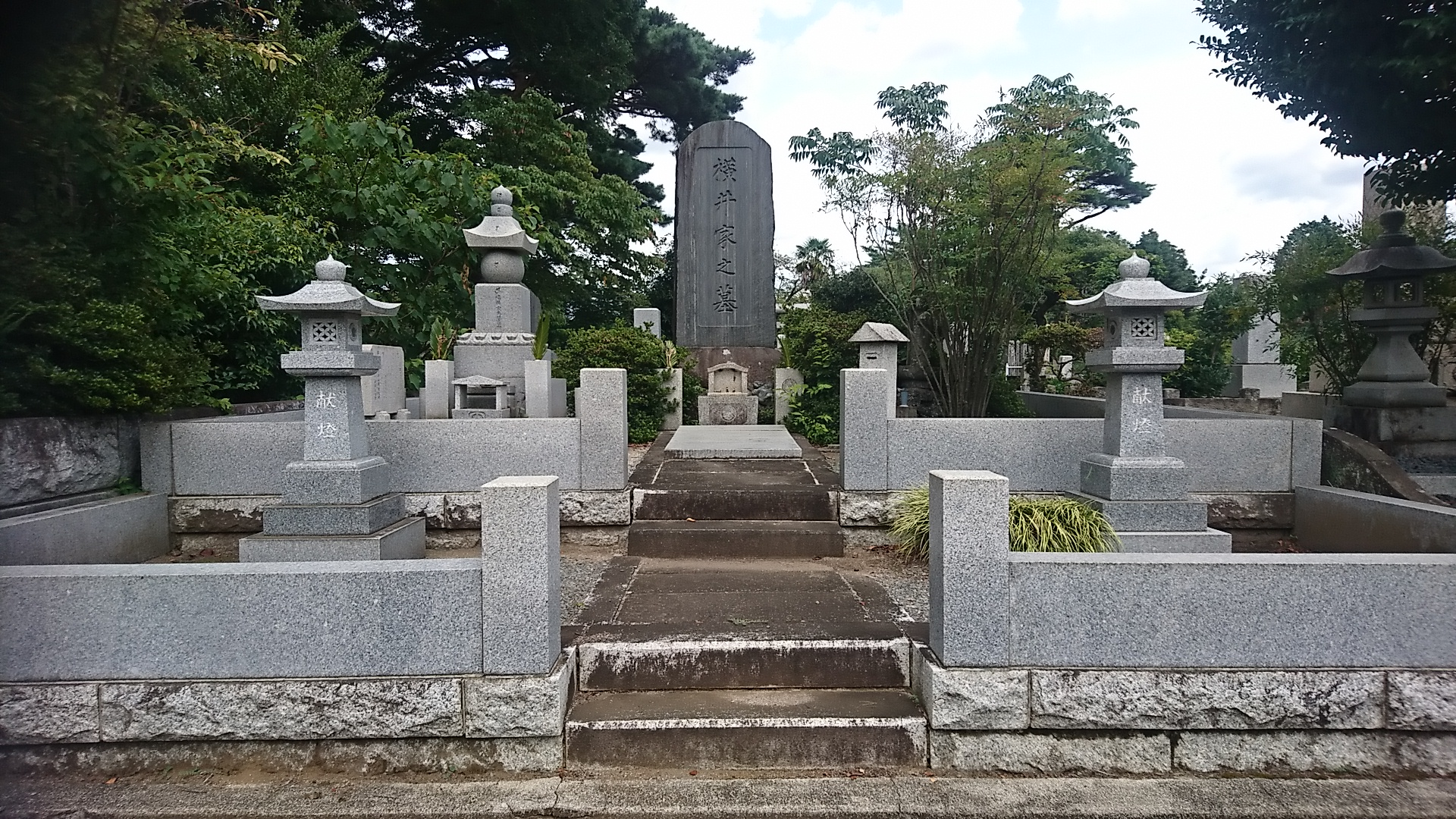
Grabstätte der Yokoi

Yokoi Tokiyoshi (japanisch 横井 時敬; geboren 7. Januar 1860 in der Provinz Higo; gestorben 1. November 1927 in Tokio) war ein japanischer Agrarwissenschaftler und Agrarökonom.

## Leben und Werk
Yokoi Tokiyoshi, Sohn eines Samurai, machte seinen Studienabschluss an der „Komaba Agricultural School“ (駒場農業学校, Komaba nōgyō gakkō). Nach Lehraktivität in der Präfektur Fukuoka und Mitarbeit im Ministerium für Landwirtschaft und Handel unterrichtete er von 1890 bis 1922 an der Universität Tokio, die ihn beim Ausscheiden als „Meiyo Kyōju“ ehrte. Ab 1911 war Yokoi daneben der erste Präsident der „Landwirtschaftsuniversität Tokio“, einer privaten Hochschule.
In der Tradition Max Fescas, unter dem er in Komaba studiert hatte, war er ein hingebungsvoller Lehrer der Agrarwissenschaft. Überliefert ist sein Spruch (稲のことは稲に聞け、農業のことは農民に聞け, Ine no koto wa ine ni kike, nōgyō no koto wa, nōmin ni kike) – „Was die Reispflanze angeht, frage die Reispflanze, was die Landwirtschaft anbetrifft, frage die Landwirte“.
Zu seinen Büchern gehören „Nōgyō keizaigaku“ (農業経済学) – „Landwirtschaftsökonomie“ aus dem Jahr 1901 und „Shōnō ni kansuru kenkyū“ (小農に関する研究) 1927, eine Untersuchung zur Lage der Kleinbauern.
Bestattet wurde Yokoi auf dem Friedhof Tama.